# Рада, Карел
Карел Рада (чеш. Karel Rada; род. 2 марта 1971[…], Карловы Вары) — чехословацкий и чешский футболист.

## Карьера

### Клубная
В молодости выступал за клубы «Сокол» (Страж-у-Тахова), «Тахов» и «Шкоду» из Пльзеня. Как игрок пражской «Дуклы» дебютировал в Первой лиге Чехословакии в сезоне 1990/1991, в сезоне 1992/1993 закрепился в клубе. В 1994 году перешёл в «Сигму», где отыграл три сезона. Летом 1997 года турецкий клуб «Трабзонспор» подписал контракт с Радой, но в начале 1999 года чех покинул турецкую команду и ушёл в пражскую «Славию». В 2001 году он перешёл в Айнтрахт Франкфурт, в котором в первом части сезона отыграл 11 матчей, а во второй 27. Летом он перешёл в «Теплице», в течение четырёх лет провёл там 109 матчей. В конце июля он ушёл в «Богемианс 1905» и помог ему выйти в Гамбринус-Лигу. В 2008 году завершил карьеру игрока.

### В сборной
Сыграл 43 матча за сборную, забил 4 гола. Отыграл на трёх турнирах: чемпионат Европы 1996 (2-е место), Кубок Конфедераций (3-е место) и чемпионат Европы 2000 (групповой этап).